# Poginie
Poginie (lit. Paginai) − wieś na Litwie, w okręgu wileńskim, w rejonie solecznickim, w gminie Paszki, 4 km na północny wschód od Paszek, zamieszkana przez 31 ludzi. 

## Historia
W czasach zaborów zaścianek rządowy w gminie Dziewieniszki, w powiecie oszmiańskim, w guberni wileńskiej Imperium Rosyjskiego. W 1866 roku liczył 41 mieszkańców w 4 domach. Pod koniec XIX wieku zamieszkiwało zaścianek 9 osób, należał do Klimowiczów.
W latach 1921–1945 wieś leżała w Polsce, w województwie wileńskim, w powiecie oszmiańskim, w gminie Dziewieniszki.
W 1931 w 12 domach zamieszkiwały 73 osoby.
Wierni należeli do parafii rzymskokatolickiej w Dziewieniszkach. Miejscowość podlegała pod Sąd Grodzki w Holszanach i Okręgowy w Wilnie; właściwy urząd pocztowy mieścił się w Dziewieniszkach.